# Carl Hägg
Carl Anton Hägg, född den 19 november 1846 i Mästerby socken, Gotlands län, död den 31 oktober 1906 i Karlsborgs församling Skaraborgs län, var en svensk militär.
Hägg avlade examen från Teknologiska institutet 1874. Han blev underlöjtnant vid Göta artilleriregemente 1868, löjtnant där 1873 och kapten där 1882. Han blev inspektör för kanontillverkningen 1892 och major och chef för Karlsborgs artillerikår samt tygmästare på Karlsborgs fästning 1895. Hägg befordrades till överstelöjtnant i armén 1898 och blev chef för det då bildade Boden-Karlsborgs artilleriregemente 1901. Han befordrades till överste i armén 1902 och vid regementet 1903. Hägg invaldes som ledamot av Krigsvetenskapsakademiens andra klass 1900. Han blev riddare av Svärdsorden 1890 och kommendör av andra klassen av samma orden 1903. Hägg vilar på Motala griftegård.